# After the Thin Man
After the Thin Man is een Amerikaanse filmkomedie uit 1936 onder regie van W.S. Van Dyke. Destijds werd de film in Nederland uitgebracht onder de titel M’n man is detective.

## Verhaal
Na een moordzaak te hebben opgelost in New York gaan Nick en Nora Charles terug naar San Francisco. Daar wordt hun vriendin Selma Landis ervan verdacht dat ze haar verloofde heeft vermoord. Nick is overtuigd van haar onschuld. Samen met Nora gaat hij op onderzoek uit.

## Rolverdeling
| Acteur          | Personage         |
| --------------- | ----------------- |
| William Powell  | Nick Charles      |
| Myrna Loy       | Nora Charles      |
| James Stewart   | David Graham      |
| Elissa Landi    | Selma Landis      |
| Joseph Calleia  | Danser            |
| Jessie Ralph    | Katherine Forrest |
| Alan Marshal    | Robert Landis     |
| Teddy Hart      | Casper            |
| Sam Levene      | Inspecteur Abrams |
| Penny Singleton | Polly Byrnes      |
| William Law     | Lum Kee           |
| George Zucco    | Dokter Kammer     |
| Paul Fix        | Phil              |